# Pręgowo Żuławskie
Pręgowo Żuławskie (kaszb. Żëławsczé Prengòwò, niem. Prangenau) – wieś w Polsce położona w województwie pomorskim, w powiecie malborskim, w gminie Nowy Staw na obszarze Wielkich Żuław Malborskich.
Wieś królewska Prągowo położona była w II połowie XVI wieku w województwie malborskim. W latach 1975–1998 miejscowość administracyjnie należała do województwa elbląskiego.
Inne miejscowości o nazwie Pręgowo: Pręgowo, Pręgowo